# 杨世祖
杨世祖，（1920年—1959年） 柬埔寨华人 ，祖籍中国潮州，柬埔寨20世纪40-50年代政治家，民族主义份子，山玉成的挚友。

## 生平
杨世祖出生于柬埔寨，是潮州华人的后裔，祖上是在柬埔寨经销僧人袈裟的商人，家中富裕。故他是一名有很高文化教养的知识分子，虽然杨世祖本人是潮州后裔，但他却是柬埔寨有名的民族主义者，山玉成毕生的友人。
杨世祖是柬埔寨反法武装“自由高棉”的高层，也是柬埔寨潮州人异常有名的人物。1942年，他与巴春、文昌莫等人就在山玉成的领导下，在金边发动过一场有2000多名僧侣、门生、西席参加的要求独立的反法请愿。后来警察在法国高等专员住宅外驱散群众，后来进行大逮捕，他被捕入狱，山玉成则在日军维护下，前去泰国占领的马德望，又从那边转往日本。二战结束后。杨世祖被开释。山玉成被送到法国监视居住。1945年，他与山玉成也没加入金边的夷易近主党政府，而是去暹粒和泰国边境的西部地区活动，同跟随文昌莫等人构造自己的抗法武装，也便是“自由高棉”的前身。